# Perego
Perego ist ein Ortsteil der Gemeinde La Valletta Brianza in der Provinz Lecco in der italienischen Region Lombardei.
Perego schloss sich zum 30. Januar 2015 mit der Gemeinde Rovagnate zur neuen Gemeinde La Valletta Brianza zusammen. Die Gemeinde hatte am 31. Dezember 2013 1818 Einwohner auf einer Fläche von 4,2 km². 

## Geographie
Perego liegt etwa 13 km südlich der Provinzhauptstadt Lecco und 35 km nordöstlich der Metropole Mailand.

## Galerie

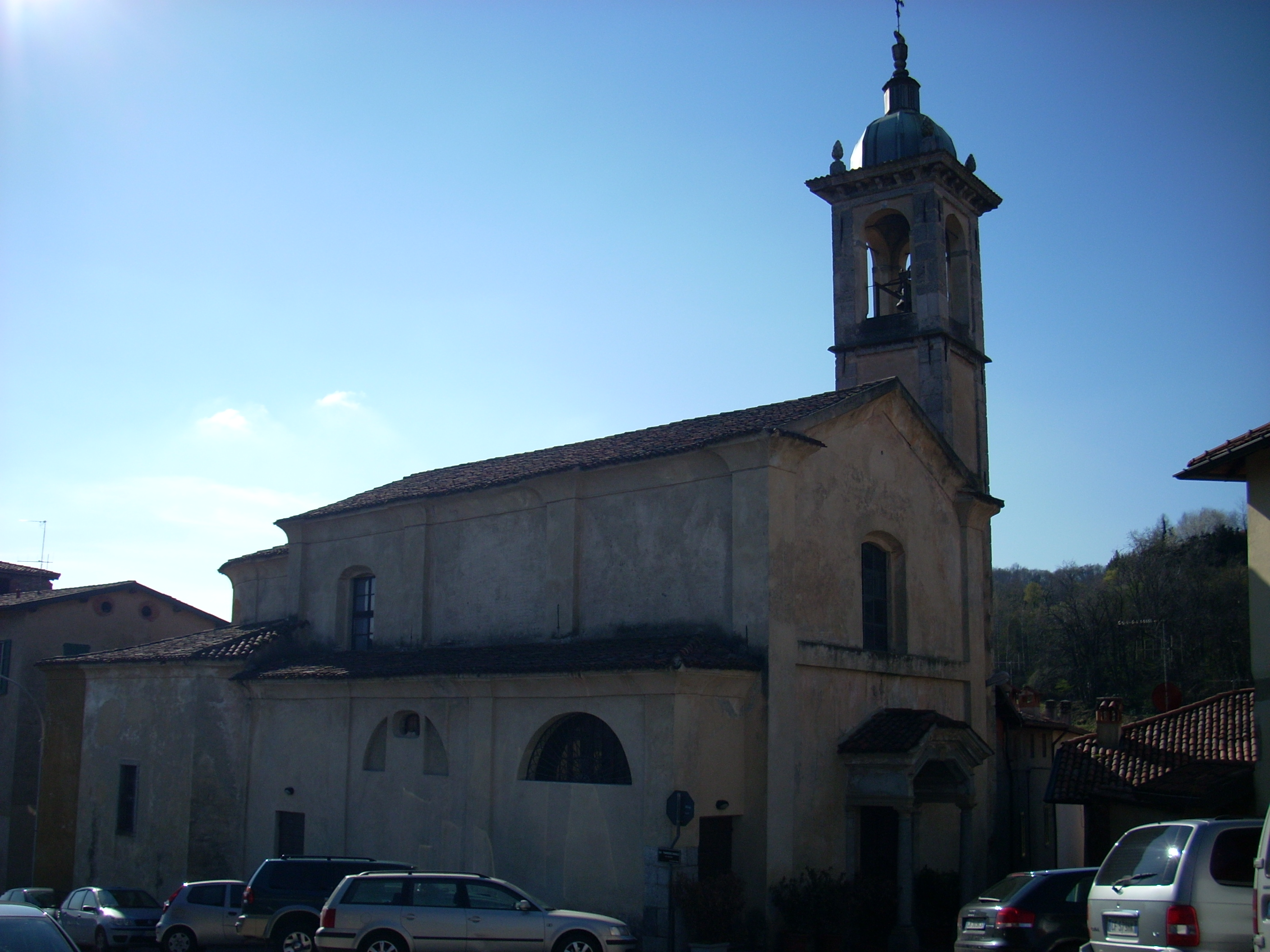
Kirche von Perego